# Marcela Losardo
Marcela Miriam Losardo (Buenos Aires, 24 de agosto de 1958) es una abogada y política argentina que se desempeñó como ministra de Justicia y Derechos Humanos de Argentina entre el 10 de diciembre de 2019 y el 18 de marzo de 2021.  Previamente, fue secretaria de Justicia entre 2005 y 2009  y estuvo en la Secretaría de Derechos Humanos entre abril de 2016 y junio de 2017. En agosto de 2021 fue designada embajadora de Argentina ante la UNESCO.

## Biografía
Marcela Losardo nació en Buenos Aires en 1958. Se graduó de abogada en la Universidad de Buenos Aires. En 1989 fundó su estudio jurídico asociada con  Alberto Fernández.
Ingresó a la función pública de la mano de Alberto Fernández, como su asesora en su paso por la Superintendencia de Seguros de la Nación, el Grupo Bapro, la Legislatura porteña y la Jefatura de Gabinete de Ministros, donde fue jefa de Asesores entre 2003 y 2005, durante la presidencia de Néstor Kirchner. 
Entre 2005 y 2009 fue Secretaria de Justicia del Ministerio de Justicia, Seguridad y Derechos Humanos, durante las presidencias de Néstor Kirchner y Cristina Kirchner.
Entre abril de 2016 y junio de 2017 estuvo en la Secretaría de Derechos Humanos durante la presidencia de Mauricio Macri. Fue despedida por orden del entonces ministro Germán Garavano.
El 10 de diciembre de 2019 asumió como Ministra de Justicia y Derechos Humanos del Gobierno de Alberto Fernández. Germán Garavano declaró que se trataba de una buena decisión.